# توپولف تو-۲
توپولف تو-۲ (به انگلیسی: Tupolev Tu-2) یک هواگرد ساختِ کارخانهٔ توپولف در کشور اتحاد جماهیر سوسیالیستی شوروی است که در سال ۱۹۴۱—۱۹۴۸ ساخته شد. نخستین استفاده‌کنندهٔ این هواپیما نیروی هوایی شوروی بوده‌است. این هواگرد برای نخستین بار در ۲۹ ژانویه ۱۹۴۱ میلادی مورد استفاده قرار گرفت.